# Stromsburg
Stromsburg – miasto w Stanach Zjednoczonych, w stanie Nebraska, w hrabstwie Polk.